# Stictocardia sivarajanii
Stictocardia sivarajanii är en vindeväxtart som beskrevs av S.D. Biju, P. Pushpangadan och P. Mathew. Stictocardia sivarajanii ingår i släktet Stictocardia och familjen vindeväxter. Inga underarter finns listade i Catalogue of Life.